# Hauge, Hvalers kommun
Hauge är en tätort i Hvalers kommun i Østfold fylke i sydöstra Norge. Orten ligger vid fylkesväg 1118, på den norra delen av ön Vesterøy.